# Georg Rummler
Georg Rummler (* 7. Dezember 1896 in Wüstewaltersdorf, Landkreis Waldenburg, Provinz Schlesien) war ein deutscher Unternehmer.

## Werdegang
Georg Rummlers Eltern waren der Handwerker Konrad Rummler und dessen Ehefrau Auguste. Seine berufliche Ausbildung erhielt er an der Textilfachschule in Sorau. 
Er war Direktor der Spinnerei und Weberei Steinen AG in Steinen (Baden). Nach Ende des Zweiten Weltkriegs war er Präsident des Verbandes der Badischen Textilindustrie.

## Ehrungen
- Dezember 1951: Verdienstkreuz am Bande der Bundesrepublik Deutschland